# Tomás de Ligués y Bardají
Tomás de Ligués y Bardají, Marquis de Alhama (* 25. Oktober 1812; † 1. April 1883 in Madrid) war ein spanischer Diplomat.

## Leben
Tomás de Ligués y Bardají führte Verhandlungen zu Spanisch-Marokko. Am 26. April 1860 unterzeichnete er mit Sidi Mohamed el Jetib, Außenminister von Sidi Muhammad IV., und Sid el Hach Ajimad Chabli Ben Abd el Melek einen Vertrag über Frieden und Freundschaft, der für den spanischen Gebietsanspruch auf Melilla bemüht wird.
1856 nahm die spanische Regierung diplomatische Beziehungen mit dem Bundestag in Frankfurt am Main auf. Von 1864 bis 1866 war Tomás de Ligués y Bardají Gesandter in Frankfurt am Main.
Er saß für Navarra ab 1876 als Senator in den Cortes.